# Jutulhogget (Rondane)

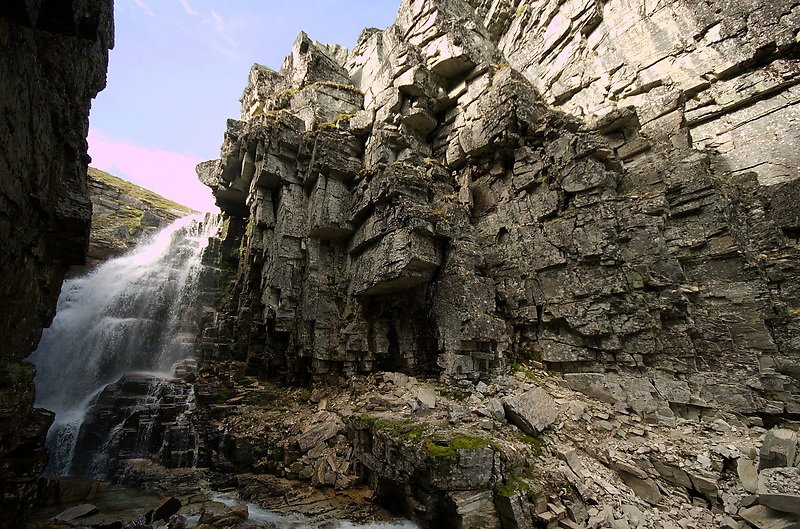
Jutulhogget

Jutulhogget es un cañón de Noruega de reducidas proporciones que se encuentra en el condado de Innlandet, dentro del ámbito del Parque nacional Rondane. Se encuentra cercano a la cabaña Rondvassbu, en los alrededores del lago Rondvatnet. Las paredes más altas alcanzan aproximadamente 20 o 30 metros de altitud.
El cañón fue cavado por las grandes cantidades de agua del final de la Glaciación de Wisconsin.
- Datos: Q1779480
- Multimedia: Jutulhogget / Q1779480